# 9,5/10,1-Meter-Klasse der DGzRS
Die 9,5/10,1-Meter-Klasse ist eine Klasse von Seenotrettungsbooten (SRB) der Deutschen Gesellschaft zur Rettung Schiffbrüchiger (DGzRS). Von 1999 bis 2023 wurden 34 Boote bei mehreren Werften gebaut. Die Boote dieser Klasse werden bei Bedarf von Freiwilligen der DGzRS kurzfristig besetzt und kommen in der Nord- und Ostsee zum Einsatz.

## Eigenschaften
Wie alle Kreuzer und Boote der Gesellschaft sind die Boote als Selbstaufrichter gebaut. Basierend auf den Erfahrungen der vorherigen Klassen von Seenotrettungsbooten versah die DGzRS die neue Klasse mit zahlreichen Verbesserungen und Weiterentwicklungen. Der Rumpf, der in der bewährten Netzspantenbauweise aus seewasserfestem Aluminium gebaut wurde, ist in einer Deltaform ausgeführt. Damit ist die breiteste Stelle des Schiffs am Heck, was vor allem zu einer größeren Stabilität bei der Fahrt vor der See führt. Die seit 2003 gebauten Boote der Klasse sind um zwei Spanten länger und bieten dadurch mehr Platz in der Plicht. Eine größere Bergungspforte an der Steuerbordseite ermöglicht es weiterhin, Schiffbrüchige direkt an der Wasserlinie aufzunehmen, ohne sie aufrichten zu müssen.
Das Boot wird von einem geschlossenen Fahrstand gesteuert. Dessen umlaufende Fenster sind in der vertikalen Ebene nach außen geneigt, um Reflexionen zu vermeiden. Auf einen zweiten Fahrstand im Schiff wurde verzichtet, so dass mehr Platz für gerettete oder zu versorgende Personen entstand. Die größere Plicht und der gegenüber der Vorgängerklasse vorgezogene Mast erleichtern auch das Abbergen von Menschen mit einem Hubschrauber. Ein umlaufendes Fendersystem ermöglicht das Längsseitsgehen an anderen Schiffen auch bei verstärktem Seegang. Die Boote dieser Klasse sind für Rettungseinsätze bei allen Wetter- und Seegangsbedingungen ausgelegt.

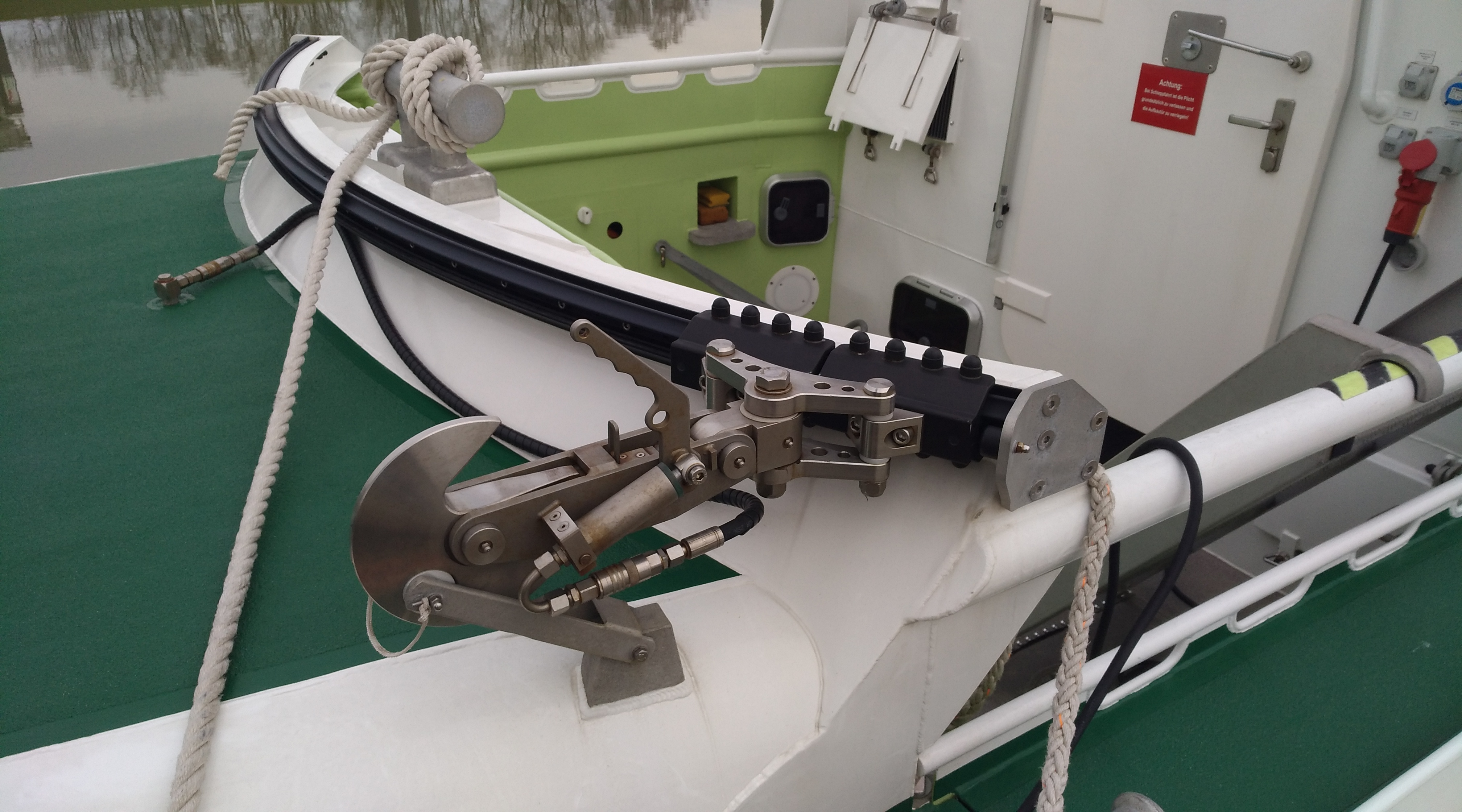
Detail Schlepphaken

Angetrieben werden die Seenotrettungsboote von einem Dieselmotor mit 320 PS, der auf einen Festpropeller wirkt. Ab SRB 65 (2015) wird ein stärkerer Motor mit 380 PS Leistung eingesetzt. Die Schiffe erreichen eine Geschwindigkeit von ca. 18 Knoten, die Reichweite beträgt bis zu 260 Seemeilen.
Zur Ausrüstung gehören ein Schlepphaken, Suchscheinwerfer, mobile Lenzpumpen, medizinische und technische Ausrüstung sowie modernste Funk- und Navigationstechnik.
Das zuletzt ausgelieferte Boot (SRB 84) für Neuharlingersiel ist erstmals mit einem Bugstrahlruder ausgestattet, um die Eignung in den relativ kleinen Einheiten zu testen.

## Die Boote
| Name                 | Bauname | Rufzeichen | Baujahr | Bauwerft (Nummer) | Taufe                                | Namensgeber                                        | Stationierung | Foto                           |
| -------------------- | ------- | ---------- | ------- | ----------------- | ------------------------------------ | -------------------------------------------------- | --- | ------------------------------ |
| Wilma Sikorski       | SRB 47  | DD4594     | 1999    | Schweers (6502)   | Wangerooge, 8. Juni 1999             | Förderin der DGzRS                                 | ab 25. März 1999 Wangerooge, ab 5. November 2017 Norddeich, ab 25. Juli 2020 Reserveboot |                                |
| Gillis Gullbransson  | SRB 48  | DD4598     | 1999    | Schweers (6503)   | Wedel, 4. Juni 1999                  | Förderer der DGzRS aus Schweden                    | seit 25. Mai 1999 Brunsbüttel |                                |
| Werner Kuntze        | SRB 49  | DD4639     | 1999    | Schweers (6504)   | Dortmund, 14. August 1999            | Förderer der DGzRS                                 | seit August 1999 Langballigau |                                |
| Heinz Orth           | SRB 50  | DD4654     | 1999    | Schweers (6505)   | Freest, 28. Oktober 1999             | Förderer der DGzRS                                 | seit 28. Oktober 1999 Freest |                                |
| Hertha Jeep          | SRB 51  | DD4564     | 1999    | Schweers (6506)   | Bremen, 11. Dezember 1999            | Förderin der DGzRS                                 | 12. Dezember 1999 bis 24. April 2006 Hörnum (Sylt), seit 5. Mai 2006 Stralsund |                                |
| Hans Ingwersen       | SRB 52  | DD4656     | 2000    | Schweers (6507)   | Travemünde, 16. Februar 2000         | Politiker Hans Ingwersen                           | Februar 2000 – November 2020 Travemünde, seit November 2020 Reserveboot | als Reserveboot in Horumersiel |
| Emil Zimmermann      | SRB 53  | DD4662     | 2000    | Schweers (6508)   | Burgstaaken, 16. Mai 2000            | Vater einer Förderin der DGzRS                     | ab 2000 Puttgarden, seit Februar 2020 Fedderwardersiel |                                |
| Neuharlingersiel     | SRB 54  | DD4980     | 2000    | Schweers (6509)   | Neuharlingersiel, 8. Juli 2000       | Gemeinde Neuharlingersiel                          | ab 17. Juli 2000 Neuharlingersiel, seit 13. Mai 2023 Ueckermünde |                                |
| Heiligenhafen        | SRB 55  | DD4988     | 2000    | Schweers (6510)   | Heiligenhafen, 31. Oktober 2000      | Stadt Heiligenhafen                                | seit 31. Oktober 2000 Heiligenhafen |                                |
| Casper Otten         | SRB 56  | DG7374     | 2001    | Lürssen (6512)    | Langeoog, 18. Oktober 2001           | Vormann Casper Otten                               | ab 18. Oktober 2001 Langeoog, ab 26. Juni 2017 Lauterbach (Rügen), seit September 2023 DGzRS-Schule Neustadt i. H. und Reserveboot                                                            |                                |
| Woltera              | SRB 57  | DG7348     | 2002    | Lürssen (6513)    | Kühlungsborn, 22. April 2002         | Vorname der Mutter eines Förderers der DGzRS       | April 2002 bis Januar 2007 Kühlungsborn, Januar 2007 bis März 2017 Juist, März 2017 bis April 2018 Reserve ab April 2018 Lippe                                                                |                                |
| Walter Rose          | TB 32   | DJ5387     | 2003    | Lürssen (6514)    | Kiel-Schilksee, 9. März 2013         | Walter-und-Ilse-Rose-Stiftung                      | Juni 2003 – Herbst 2012 Tochterboot Verena der Hermann Marwede, Dezember 2012 – Februar 2019 Schilksee, seit März 2019 DGzRS-Schule Neustadt i. H. und Reserveboot 2024 außer Dienst gestellt |                                |
| Paul Neisse          | SRB 58  | DJ5386     | 2003    | Lürssen (6515)    | Eidersperrwerk, 23. Oktober 2003     | DGzRS war Alleinerbe des Namensgebers              | seit 23. Oktober 2003 Eiderdamm |                                |
| Eckernförde          | SRB 59  | DK3088     | 2004    | Lürssen (6516)    | Eckernförde, 28. Juni 2004           | Stadt Eckernförde                                  | seit 28. Juni 2004 Eckernförde |                                |
| Elli Hoffmann-Röser  | SRB 60  | DK3090     | 2004    | Lürssen (6517)    | Baltrum, 8. Dezember 2004            | Förderin der DGzRS                                 | seit 8. Dezember 2004 Baltrum |                                |
| Kurt Hoffmann        | SRB 61  | DB3015     | 2005    | Fassmer (2010)    | Glowe, 11. Oktober 2005              | Förderer der DGzRS                                 | seit September 2005 Glowe |                                |
| Horst Heiner Kneten  | SRB 62  | DH2306     | 2006    | Fassmer (2011)    | Hörnum (Sylt), 24. April 2006        | Förderer der DGzRS                                 | seit April 2006 Hörnum/Sylt |                                |
| Nausikaa             | SRB 63  | DH2356     | 2006    | Fassmer (2012)    | Vitte (Hiddensee), 9. September 2006 | Figur aus der griechischen Mythologie              | seit August 2006 Vitte (Hiddensee) |                                |
| Konrad-Otto          | SRB 64  | DH2558     | 2006    | Fassmer (2013)    | Kühlungsborn, 24. März 2007          | Vorname eines Förderers der DGzRS                  | seit November 2006 Kühlungsborn |                                |
| Henrich Wuppesahl    | SRB 65  | DK8116     | 2015    | Tamsen (1301)     | Bremen, 29. Mai 2015                 | Mitglied des Bremer Bezirksvereins der DGzRS       | seit Juni 2015 Neustadt in Holstein |                                |
| Hans Dittmer         | SRB 66  | DK7002     | 2017    | Fassmer (6060)    | Juist, 1. April 2017                 | Förderer der DGzRS                                 | seit 25. März 2017 Juist |                                |
| Secretarius          | SRB 67  | DD9495     | 2017    | Fassmer (6070)    | Berne, 12. August 2017               | Organisator der Bremer Eiswette                    | seit 23. Juni 2017 Langeoog |                                |
| Fritz Thieme         | SRB 68  | DA6179     | 2017    | Fassmer (6080)    | Wangerooge, 8. April 2018            | Fritz Thieme, Physiker und Förderer der DGzRS      | seit November 2017 Wangerooge |                                |
| Nimanoa              | SRB 69  | DA6180     | 2017    | Tamsen (1601)     | Warnemünde, 8. November 2017         | Sagengestalt der mikronesischen Mythologie         | seit 10. November 2017 Damp |                                |
| Wolfgang Wiese       | SRB 70  | DH3207     | 2018    | Tamsen (1602)     | Timmendorf, 21. April 2018           | Förderer der DGzRS                                 | seit März 2018 Timmendorf/Poel |                                |
| Ursula Dettmann      | SRB 71  | DD4353     | 2018    | Tamsen (1603)     | Gelting, 25. August 2018             | Förderin der DGzRS                                 | seit Juni 2018 Station Gelting |                                |
| Mervi                | SRB 72  | DD4371     | 2018    | Tamsen (1604)     | Neustadt i. H., 27. Oktober 2018     | sozial engagierte Frau                             | seit Oktober 2018 DGzRS-Schule Neustadt i. H. |                                |
| Gerhard Elsner       | SRB 73  | DH5366     | 2019    | Tamsen (1605)     | Düsseldorf, 19. Januar 2019          | Förderer der DGzRS                                 | ab Februar 2019 Schilksee, seit September 2023 Lauterbach (Rügen) |                                |
| Peter Habig          | SRB 74  | DBAJ       | 2019    | Tamsen (1606)     | Wilhelmshaven, 18. Mai 2019          | Förderer der DGzRS                                 | seit 12. Mai 2019 Wilhelmshaven |                                |
| Wolfgang Paul Lorenz | SRB 75  | DBKT       | 2019    | Tamsen (1607)     | Horumersiel, 12. Oktober 2019        | Förderer der DGzRS                                 | seit 20. September 2019 Horumersiel |                                |
| Romy Frank           | SRB 77  | DBKW       | 2020    | Tamsen (1801)     | Rostock, 28. Februar 2020            | Förderer der DGzRS                                 | seit 29. Februar 2020 Puttgarden |                                |
| Otto Diersch         | SRB 78  | DBKX       | 2020    | Tamsen (1802)     | Bremen, 5. Oktober 2020              | Förderer der DGzRS                                 | seit 25. Juli 2020 Norddeich |                                |
| Erich Koschubs       | SRB 80  | DBAF       | 2020    | Tamsen (1901)     | Travemünde, 22. Mai 2021             | Förderer der DGzRS                                 | seit 26. November 2020 Travemünde |                                |
| Courage              | SRB 84  | DBAI 2     | 2023    | Tamsen            | Bremen, 5. Mai 2023                  | Beherztheit und Unerschrockenheit der Seenotretter | seit 30. März 2023 Neuharlingersiel |                                |

Alle Boote lösten (unmittelbar oder indirekt) die Boote der 8,5-Meter-Klasse auf Freiwilligenstationen der DGzRS ab.
Bauwerften:
- Schiffs- und Bootswerft Schweers, Bardenfleth
- Lürssen, Bardenfleth (früher Schweers)
- Fr. Fassmer, Berne
- Tamsen Maritim, Rostock-Gehlsdorf

## Besonderheiten einzelner Boote
Die Seenotrettungsboote Paul Neisse, Kurt Hoffmann und alle folgenden sind mit 10,1 m Länge um zwei Spanten länger als die anderen Boote der Klasse.
Die Henrich Wuppesahl wurde zum 150-jährigen Jubiläum der DGzRS auf dem Bremer Marktplatz getauft. Sie hat mit 380 PS einen stärkeren Dieselmotor als die vorherigen Boote der Klasse. Auch die folgenden Schiffe haben bzw. bekommen diese verstärkte Motorisierung.
Die Walter Rose diente ursprünglich in den Jahren 2003 bis 2012 als Tochterboot Verena des Seenotkreuzers Hermann Marwede. Nachdem dieser ein neues Tochterboot bekommen hatte, wurde sie generalüberholt und kommt nun als eigenständiges Seenotrettungsboot zum Einsatz. Seit März 2019 wird sie als Ausbildungsboot an der SAR-Schule Neustadt i. H. benutzt.
Die Werner Kuntze war das erste Schiff, das im Binnenland getauft wurde. Es fuhr aus eigener Kraft zurück von Dortmund an die Küste.
Der Name der Nausikaa kommt aus der griechischen Mythologie. Diesen trugen auch Segeljachten der Familie, die einen erheblichen Betrag für den Bau dieses Bootes gespendet hatte.
Nimanoa ist eine Sagengestalt der mikronesischen Mythologie, die Reisende auf See stets sicher zu ihrem Ziel navigieren lässt. Diesen Namen trug die Segelyacht eines Ehepaares, die durch ihren Nachlass den Bau des Bootes ermöglicht hat.
Die Mervi wurde etwa zur Hälfte aus einer Spende von 525.000 Euro der Deutschen Fernsehlotterie finanziert. Bei diesem Boot handelt es sich um ein Ausbildungs- und Trainingsboot, dass für die SAR-Schule in Neustadt gebaut wurde. Es verfügt über 2 Steuerstände, 2 Radargeräte und der obere Fahrstand kann mit Jalousien komplett abgedunkelt werden.
Die Gerhard Elsner wurde am 19. Januar 2019 auf der 50. Messe boot Düsseldorf getauft.
Der Name der Courage ist eine Hommage an die freiwilligen Seenotretter, die couragiert und selbstlos im Einsatz sind.

## Fotos

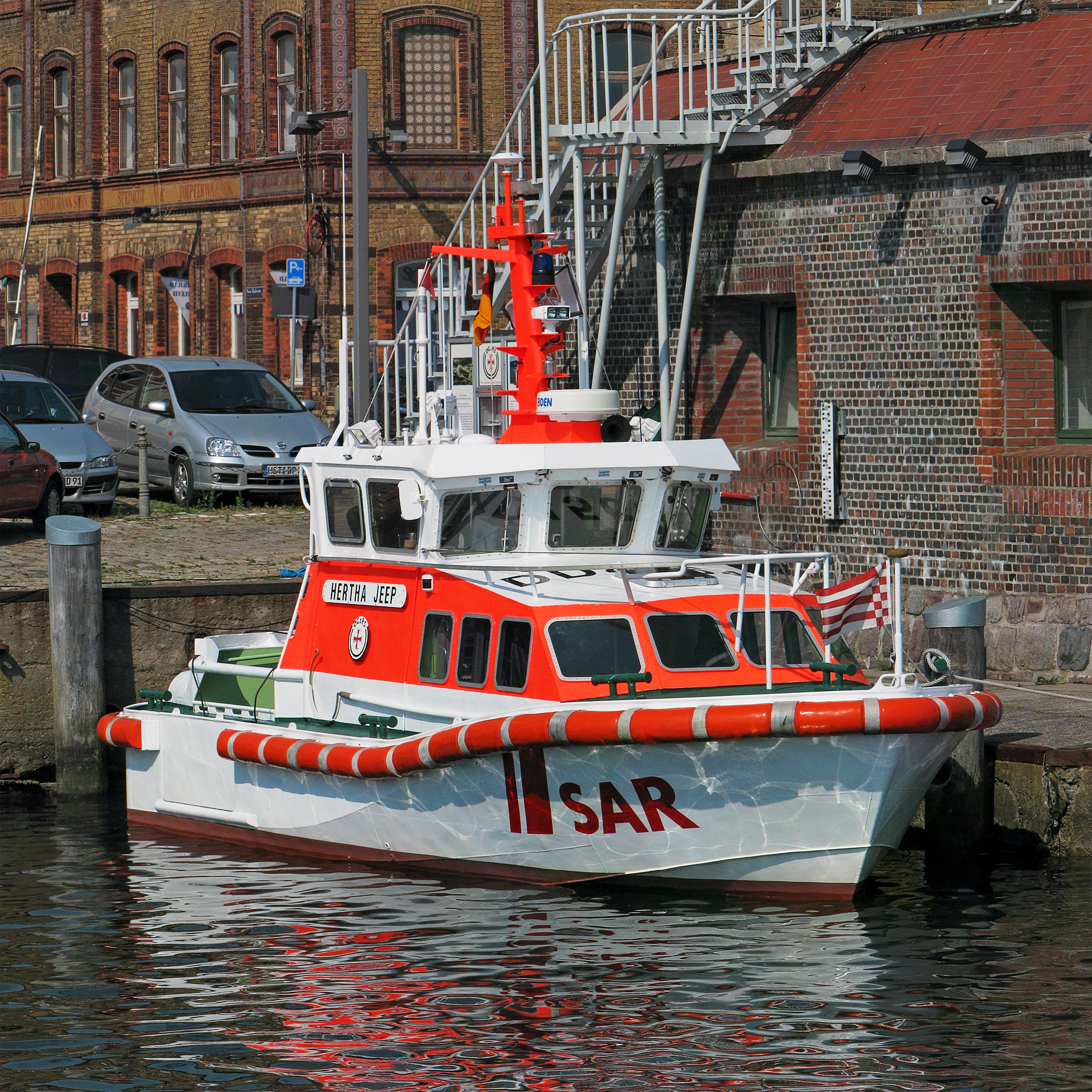
Bugansicht
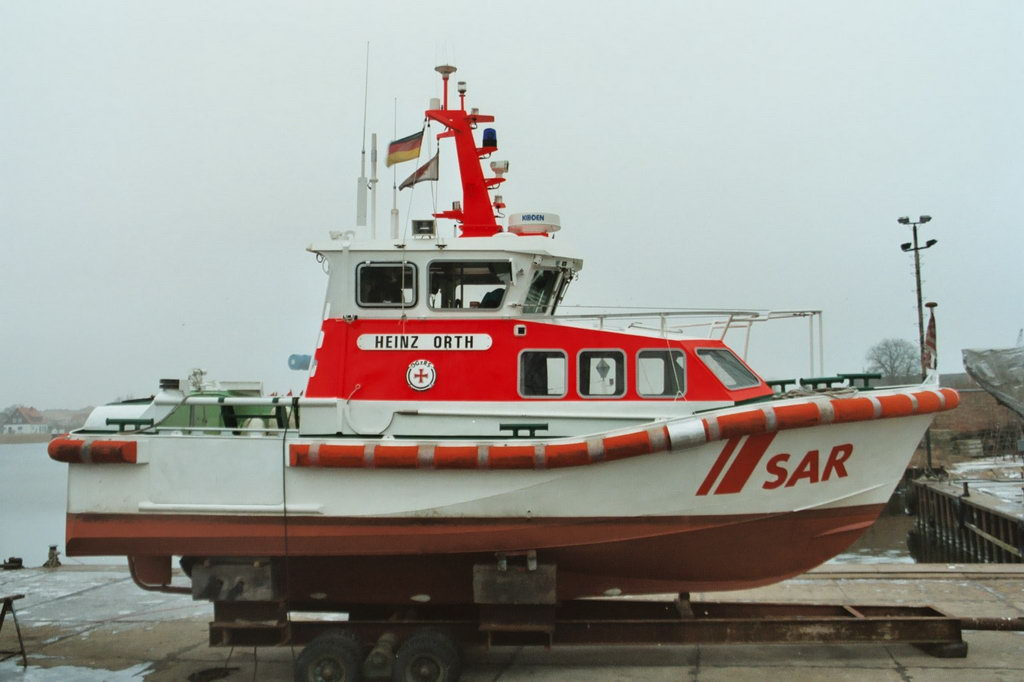
Seitenansicht
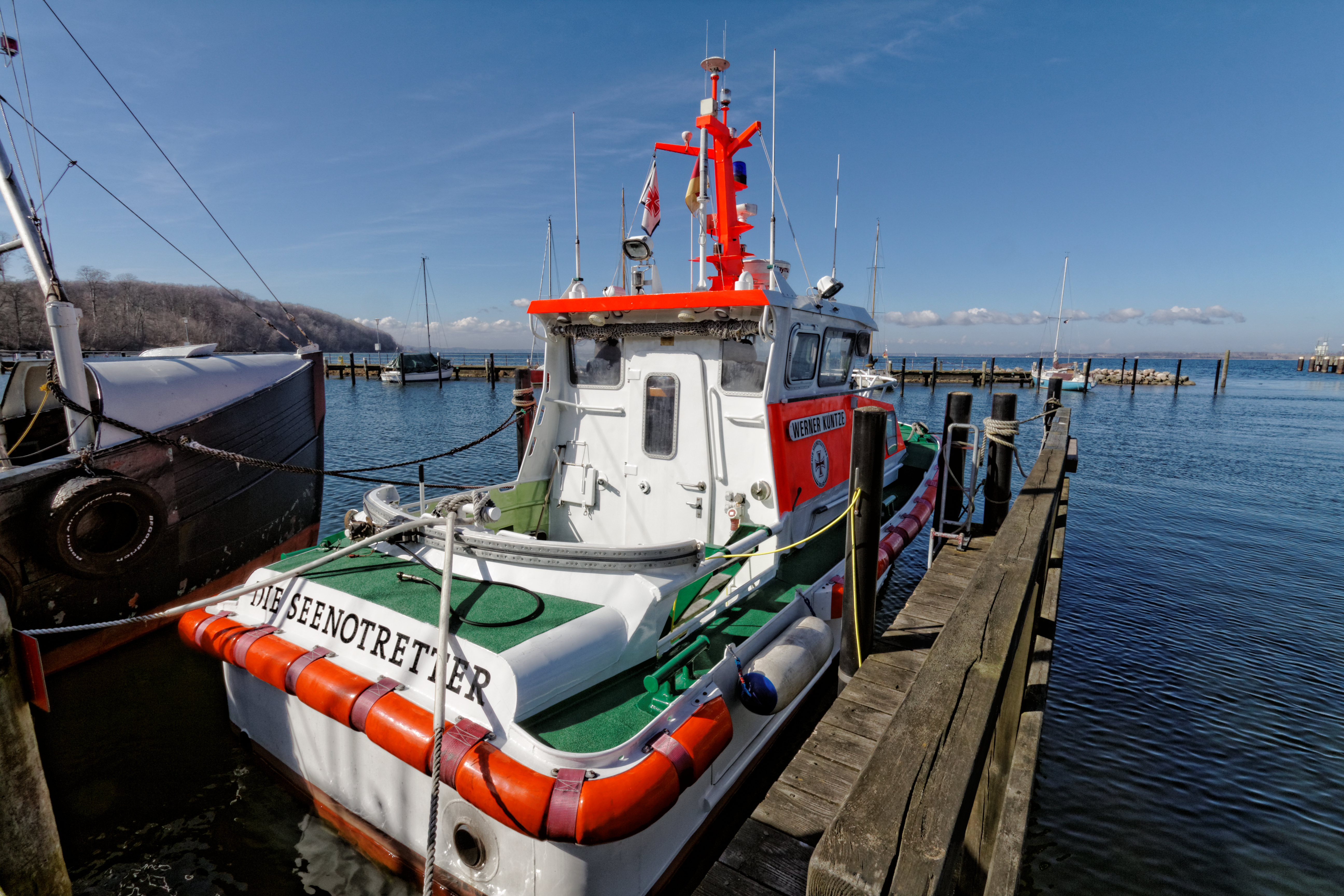
Heckansicht
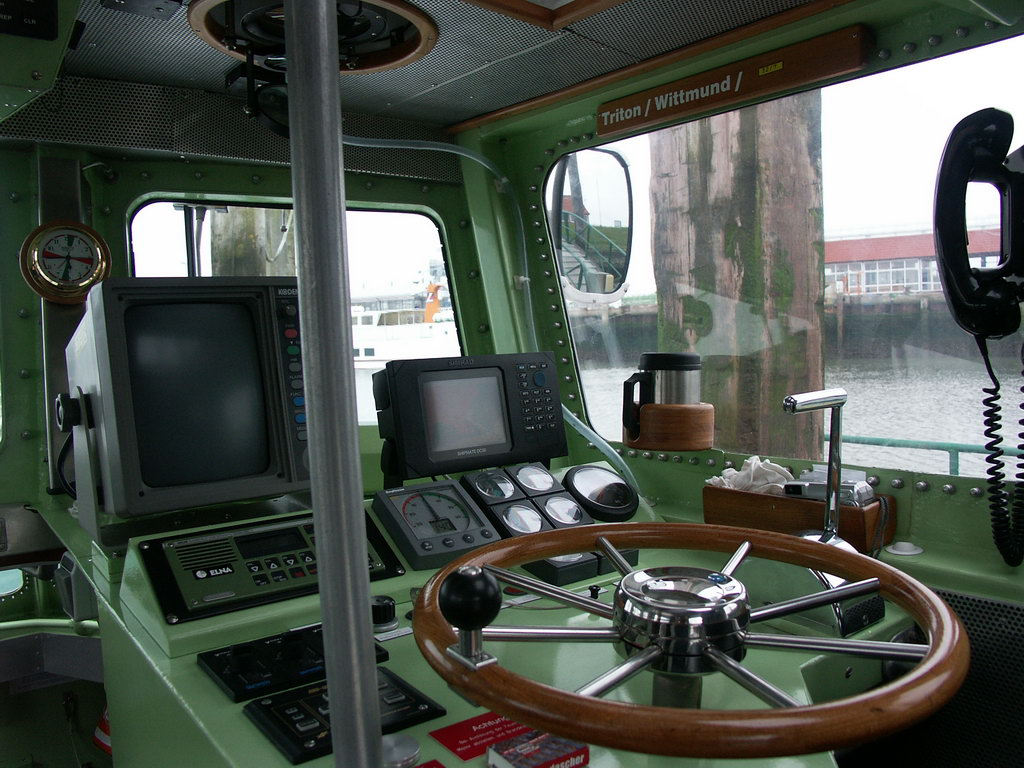
Fahrstand
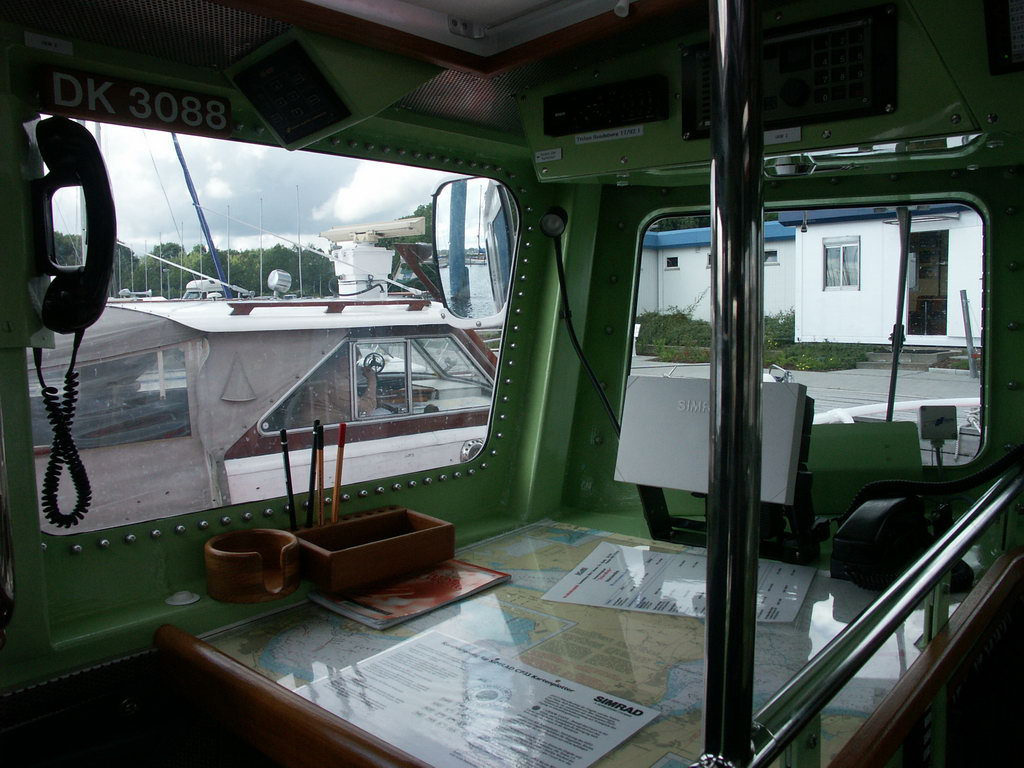
Kartentisch
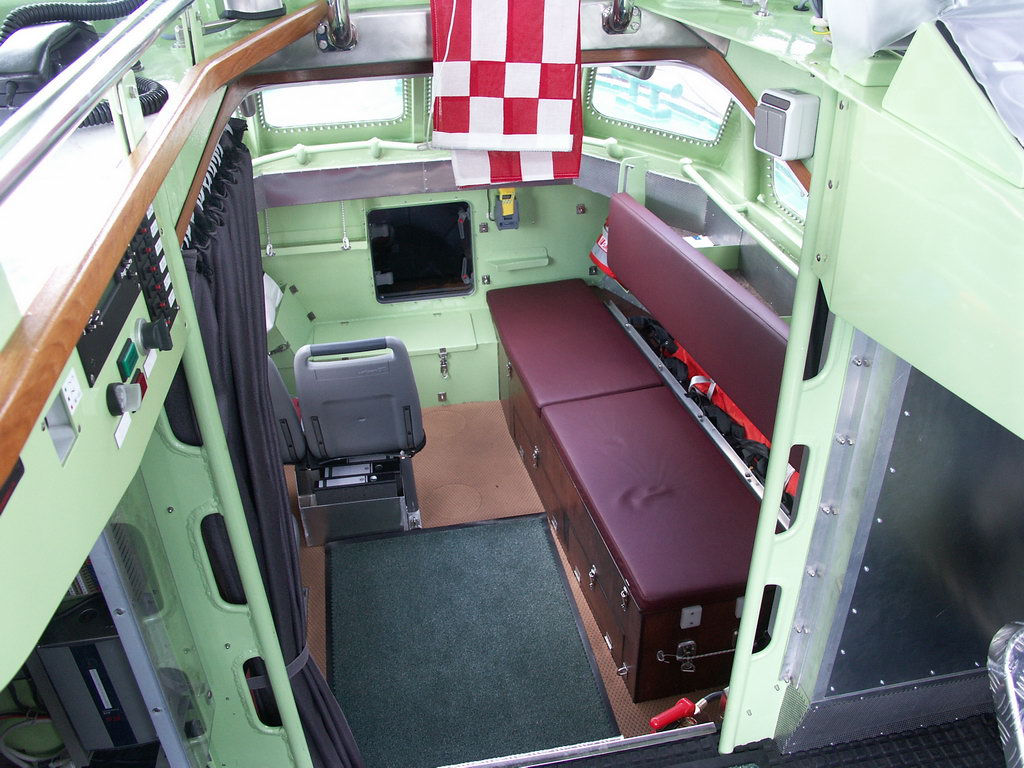
Innenraum